# Il ritorno di Martin Guerre
(Jean de Coras)
Il ritorno di Martin Guerre è un film del 1983 diretto da Daniel Vigne. Il film si basa sul vero caso giudiziario di Martin Guerre.
Nel 1993 è uscito il remake hollywoodiano Sommersby, ambientato dopo la guerra civile americana.

## Trama
In una Francia cinquecentesca, il contadino Martin, dopo aver sposato Bertrande, scompare misteriosamente.
Otto anni dopo un uomo reduce della guerra si presenta a Bertrande, che lo accoglie in casa sua.
Ma un soldato accusa l'uomo di aver usurpato l'identità di un commilitone; Bertrande lo difende dall'accusa, ma è costretta a ricredersi quando ricompare il vero Martin.

## Riconoscimenti
- 1983 - Premio César
  - Miglior sceneggiatura originale
  - Miglior scenografia
  - Miglior musica
- 1994 - Kansas City Film Critics Circle Awards
  - Miglior film straniero